# Comuna de Nawojowa
Nawojowa (polaco: Gmina Nawojowa) é uma gminy (comuna) na Polónia, na voivodia de Pequena Polónia e no condado de Nowosądecki.
De acordo com os censos de 2004, a comuna tem 7516 habitantes, com uma densidade 147 hab/km².

## Área
Estende-se por uma área de 51,13 km².

## Subdivisões
- Bącza Kunina, Frycowa, Homrzyska, Nawojowa, Popardowa, Złotne, Żeleźnikowa Mała, Żeleźnikowa Wielka.